# That'll Be the Day
〈That'll Be the Day〉는 버디 홀리와 제리 앨리슨이 지은 노래다. 1956년 버디 홀리와 더 스리 튠스에 의해 녹음되었으며 이후 1957년 홀리와 홀리의 새로운 밴드 크리케츠에 의해 재녹음되었다. 이 중에 1957년 버전이 크나큰 성공을 거두었다. 홀리의 프로듀서 노먼 페티 역시 공동작곡가로 기재되어 있는데, 사실 그는 작곡에 일절 기여한 바가 없다.
원작자 버디 홀리 외에도 다양한 사람들이 녹음해왔으며 비틀즈의 전신되는 스키플 그룹 더 쿼리멘이 처음으로 녹음한 곡이기도 하다.
홀리의 1957년 녹음은 1969년 미국음반산업협회에 의해 골드 인증을 받았으며, 1998년에는 그래미 명예의 전당에 헌액되었다. 2005년에는 "문화적으로, 역사적으로, 미술적으로 중요하며 또한 미국에서의 삶에 영향을 미쳤거나 삶을 반영하고" 있는 녹음으로 인정되어 국립녹음등재소에 등재되었다.

## 배경
1956년 6월 홀리는 자신의 형 래리와 친구 제리 앨리슨, 소니 커티스와 함께 영화 《수색자》를 관람하러 갔다. 이 영화에서 주연을 맡은 존 웨인은 "어림없는 소리(that'll be the day)를 되뇌이는데 이 말이 이들 음악인들의 마음을 움직였다.

## 버디 홀리와 더 스리 튠스의 버전
1956년 7월 22일 이 노래는 버디 홀리와 더 스리 튠스에 의해 오웬 브래들리의 헛간에서 녹음되어 데카 레코드에서 발표되었다. 데카에서는 홀리의 이전 두 싱글의 판매고가 저조하자 실망하여 이번 세션에서 취입된 곡을 일절 발표하지 않으려 했다. 이후 1957년 크리케츠가 재녹음한 버전이 히트를 기록하자 1957년 9월 2일 데카는 그제서야 이 버전을 싱글로 발표하였다. B면은 〈Rock Around with Ollie Vee〉. 이 버전은 1958년 앨범 《That'll Be the Day》의 타이틀 트랙이 되기도 하였다. 홀리가 스타덤에 오른 시점이었음에도 불구하고 이 싱글은 차트에 오르지 못했다.

## 크리케츠의 버전
홀리가 데카와 맺은 계약에 따르면 1956년 내슈빌 세션에서 녹음한 곡들은 앞으로 5년간 재녹음이 금지되어 있었으며 심지어 데카에서 이 곡들을 발표하지 않더라도 마찬가지였다. 이 제한사항을 극복하고자 노먼 페티는 아티스트 명의를 크리케츠로 기록해두고 〈That'll Be the Day〉를 재녹음하여 브룬스윅 레코드에서 발표시켰다. 참고로 브룬스윅은 데카의 자회사이다. 데카는 이후 자신들의 또다른 자회사 코랄 레코드를 홀리와 계약을 맺게 하여 홀리는 2중녹음계약을 맺은 셈이 되었다. 정리하자면 크리케츠 명의의 작품은 브룬스윅에서, 홀리 명의의 작품은 코랄에서 발표되는 것이다.
〈That'll Be the Day〉의 두 번째 녹음은 1957년 2월 25일에 있었다. 앞선 녹음에서 7개월 지난 시점으로 뉴멕시코주 클로비스의 노먼 페티 스튜디오에서 녹음되었고 1957년 5월 27일 브룬스윅에서 발표되었다. 이 버전은 크리케츠의 데뷔 앨범 《The "Chirping" Crickets》에도 실려 1957년 11월 27일 발표되었다. 이 녹음에서는 전 멤버가 참여하였으며 추가적인 오버더빙은 이뤄지지 않았다. B면은 같은 세션에서 녹음되어 같은 백업 싱어를 사용한 〈I'm Looking for Someone to Love〉.
브룬스윅 버전의 〈That'll Be the Day〉는 로큰롤의 클래식으로 자리매김했다. 《롤링 스톤》지 선록 '역사상 가장 위대한 노래 500곡'에서 39위를 차지하기도 했다.